# Nektarnik palestyński
Nektarnik palestyński (Cinnyris osea) – gatunek małego ptaka z rodziny nektarników (Nectariniidae). Zamieszkuje Bliski Wschód oraz plamowo środkową Afrykę. Nie jest zagrożony wyginięciem.

## Podgatunki i zasięg występowania
Wyróżniono dwa podgatunki C. osea:
- C. o. osea Bonaparte, 1856 – południowa Syria do północno-wschodniego Egiptu oraz zachodnia Arabia Saudyjska, Jemen i południowy Oman
- C. o. decorsei Oustalet, 1905 – Kamerun do południowego Sudanu i północno-zachodniej Ugandy

Proponowany podgatunek butleri, opisany z Kajo Kaii (Sudan Południowy), uznano za nieodróżnialny od decorsei.

## Morfologia
Mały ptak o czarnym, smukłym, spiczastym i zagiętym dziobie. Bardzo krótki ogon. Samiec w okresie godowym cały czarny z widocznym z bliska niebieskoliliowym połyskiem, samica ma szarobrązowy wierzch ciała, szarobiały spód z żółtawym odcieniem.
Podgatunek nominatywny: długość ciała 8–10 cm; masa ciała: samce średnio 7,6 g, samice średnio 6,8 g.

## Ekologia i zachowanie
Zamieszkuje zwykle suche sawannowe tereny z akacjami, a także inne miejsca występowania roślin nektarodajnych. Bywa spotykany w ogrodach, sadach i parkach. Osiadły lub koczujący.
Jego pożywienie stanowią głównie nektar i owady. Zjada również owoce, nasiona i pająki.

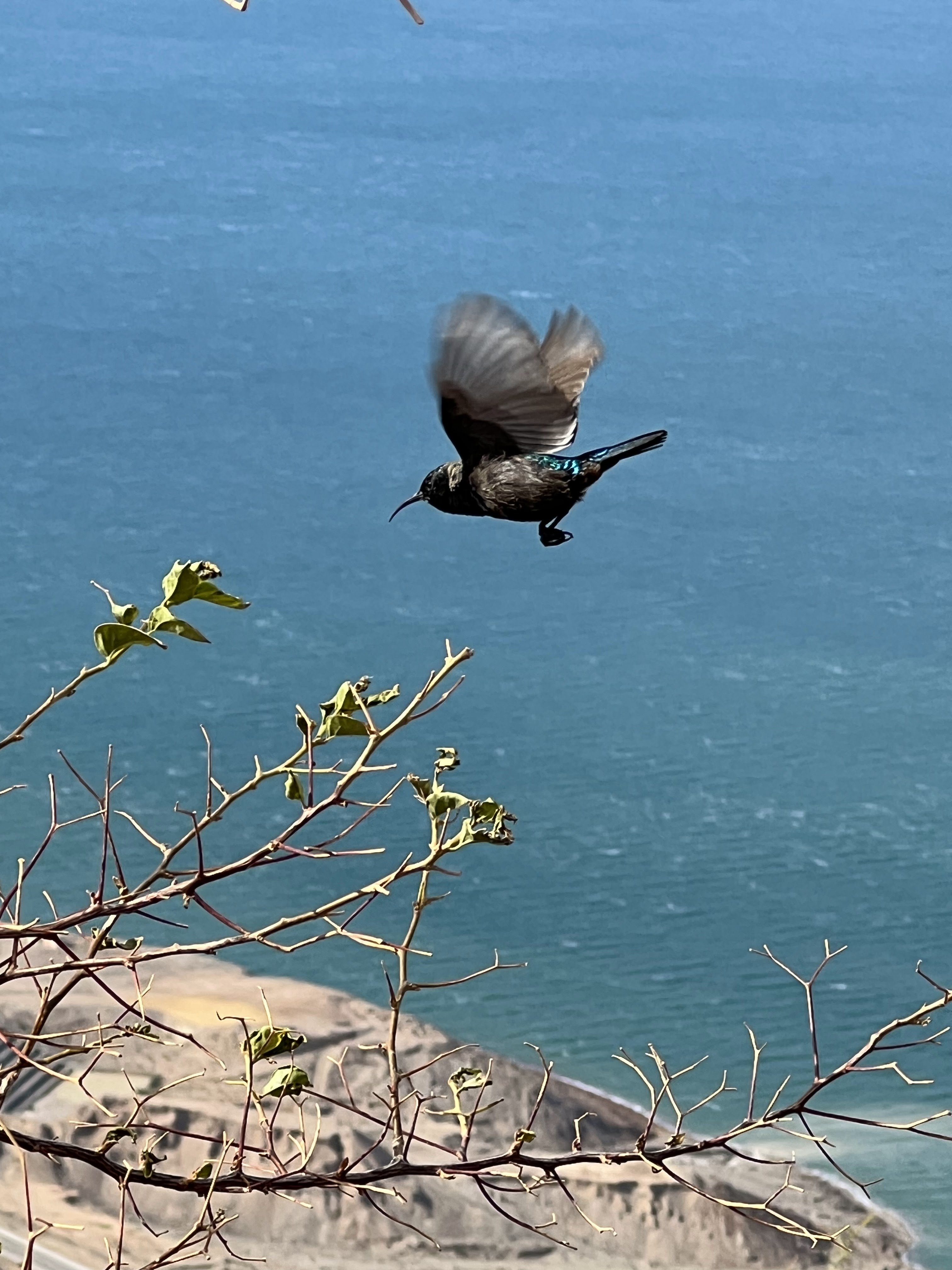
Samiec w locie na tle Morza Martwego

## Status
IUCN uznaje nektarnika palestyńskiego za gatunek najmniejszej troski (LC, Least Concern) nieprzerwanie od 1988 roku. Liczebność populacji nie została oszacowana, ale ptak ten opisywany jest jako rzadki. Trend liczebności populacji uznawany jest za stabilny.